# 88
88（八十八、はちじゅうはち、やそや、やそじあまりやつ）は、自然数、また整数において、87の次で89の前の数である。

## 性質
- 88は合成数であり、正の約数は 1, 2, 4, 8, 11, 22, 44, 88 である。
  - 約数の和は180。
    - 19番目の過剰数である。1つ前は84、次は90。
- 4番目の原始擬似完全数である。1つ前は28、次は104。
- 18番目の回文数である。1つ前は77、次は99。
  - 1桁の数を除くと8番目の回文数であり、8が2つ並ぶゾロ目でもある。
  - 3つの回文数の積で表せる4番目の回文数である。1つ前は66、次は99。(オンライン整数列大辞典の数列 A078895)
- 884 + 1 = 59969537 であり、n4 + 1 の形で素数を生む17番目の数である。1つ前は82、次は90。
- 1/88 = 0.01136… (下線部は循環節で長さは2)
  - 逆数が循環小数になる数で循環節が2になる7番目の数である。1つ前は66、次は99。(オンライン整数列大辞典の数列 A070022)
- 各位の和が16になる2番目の数である。1つ前は79、次は97。
  - 偶数という条件をつけると各位の和が16になる最小の数である。
- 各位の平方和が128になる最小の数である。次は808。(オンライン整数列大辞典の数列 A003132)
  - 各位の平方和が n になる最小の数である。1つ前の127は1369、次の129は188。(オンライン整数列大辞典の数列 A055016)
- 各位の立方和が平方数になる11番目の数である。1つ前は84、次は90。(オンライン整数列大辞典の数列 A197039)
83 + 83 = 1024 = 322
- 各位の積が各位の和の4倍になる最小の数である。次は189。(オンライン整数列大辞典の数列 A062036)
  - k 倍になる最小の数とみたとき1つ前は66 (3倍)、次は257 (5倍)。(オンライン整数列大辞典の数列 A126789)
- 各桁の n 乗の和が元の数になるナルシシスト数は1桁の数を含めて88個あることが証明されている。(オンライン整数列大辞典の数列 A005188)
- 88 = 42 + 62 + 62
  - 3つの平方数の和1通りで表せる40番目の数である。1つ前は84、次は91。(オンライン整数列大辞典の数列 A025321)
- 88 = 11 × 23
  - n = 3 のときの 11 × 2n の値とみたとき1つ前は44、次は176。(オンライン整数列大辞典の数列 A005015)
- n = 88 のとき n と n − 1 を並べた数を作ると素数になる。n と n − 1 を並べた数が素数になる10番目の数である。1つ前は78、次は100。(オンライン整数列大辞典の数列 A054211)
- 88 = 4! + 43
  - n = 4 のときの n! + n3 の値とみたとき1つ前は33、次は245。(オンライン整数列大辞典の数列 A080668)
- 88 = 132 − 81
  - n = 13 のときの n2 − 81 の値とみたとき1つ前は63、次は115。(オンライン整数列大辞典の数列 A098850)

## その他 88 に関連すること
- 米寿：88歳のお祝い。漢字の八十八を縦に組み合わせると「米」に見えることから。
- 八八は、花札を使ったゲームの一つ。
- 大韓民国で1988年ソウルオリンピックを 88（팔팔、パルパル）オリンピックということがある。
  - 88オリンピック高速道路
  - オリンピック大路（ソウル特別市道88号線）
- 自動車のナンバープレートの希望番号制で、2004年5月6日より一連指定番号「・・88」は抽選対象番号となった。また軽自動車のナンバープレートでも、車両番号「・・88」は抽選対象番号である。なお地名の後に続く特種用途自動車の分類番号が3桁（800番台）になるまでは 88 が主に用いられていた。

### 88番目のもの
- 原子番号 88 の元素はラジウム (Ra)。
- 第88代天皇は後嵯峨天皇である。
- 日本の88代目の内閣総理大臣は、小泉純一郎。
- 第88代ローマ教皇はコンスタンティヌス（在位：708年3月25日～715年4月9日）である。
- クルアーンにおける第88番目のスーラは圧倒的事態である。

### ある日から数えて88日後
- 八十八夜：立春から88日後の夜。
- 年始から数えて88日目は3月29日、閏年は3月28日。

### 88個あるもの
- 全天の星座の数は88個である。
- グランドピアノの鍵盤の数は88個である。1オクターブが12音であることから、7オクターブをカバーできることがわかる。
  - 黒鍵と白鍵の数がそれぞれ 36 と 52 である。
- 四国八十八箇所：四国にある88箇所の霊場。
- 香港のIFCタワーは88階建。
- 廷臣八十八卿列参事件は幕末の公家88人によるによる幕府への抗議行動。

### 符号
- アマチュア無線では、女性 (YL) に対する別れの挨拶が 88 (Eighty-eight) である。元々は "Love and kisses" の略号だった。
- 中華圏のパソコンや携帯電話等の文面において、8は縁起の良い数でもあり音も似ていることから、88（拼音: bābā、注音: ㄅㄚ ㄅㄚ）はバイバイの代わりとして多用される。
- 88：ハイル・ヒトラー (Heil Hitler) のイニシャルを意味する隠語で、Hがアルファベットの8番目であることから。ネオナチや人種差別主義者が14 Wordsなどと共に用いる[1]。

### 製品及びその通称
- パソコンにおいて 88（ハチハチ）といえば、PC-8800シリーズを指す。
- SC-88：ローランドの代表的な MIDI 音源。上同様、ハチハチと略される。

### 軍事関連
- 88：ドイツ軍が使用した88mm砲。対空砲や対戦車砲として用いられた。8.8 cm FlaK 18/36/37
- 八八艦隊：大日本帝国海軍の艦隊編成計画。
- AGM-88 HARM：アメリカ合衆国が開発した対レーダーミサイル。

### 芸能･著作物
- 88：並木洋美著、月刊少年マガジン（講談社）で連載されたアイスホッケーが題材の漫画作品。(2009 - 2010)
- エリア88：新谷かおる著、小学館刊の漫画。
- LM.C の8thシングル｢88（ハチハチ）｣。
- stella88は、日本の歌手・安室奈美恵の個人事務所。
- 八十八ヵ所巡礼は、日本のロックバンド。
- バック・トゥ・ザ・フューチャーでタイムトラベルする際、デロリアンで時速88マイル（時速約140km/h）まで加速する必要がある。